# インヴィンシブル (ミサイル追跡艦)
| T-AGM-24 インヴィンシブル |                                                 |
| 艦歴                      |                                                 |
| 発注:                     | 1982年1月20日 (AGOS-10)                         |
| 起工:                     | 1986年5月2日                                    |
| 進水:                     | 1986年11月8日                                   |
| 就役:                     | 1987年1月30日                                   |
| 退役:                     | 2021年12月15日                                  |
| 性能諸元                  |                                                 |
| 排水量:                   | 2,285トン                                       |
| 全長:                     | 68.3m                                           |
| 全幅:                     | 13.1m                                           |
| 吃水:                     | 4.9m                                            |
| 機関:                     | ディーゼル・エレクトリック 4機, 2軸, 32,000馬力 |
| 最大速:                   | 11ノット                                        |
| 航続距離:                 |                                                 |
| 兵員:                     | 士官、兵員 20名 民間技術者 18名                 |
| 兵装:                     | なし                                            |
| 航空機:                   | なし                                            |

インヴィンシブル(USNS Invincible, T-AGM-24)はアメリカ海軍が運用しているミサイル追跡艦。大型レーダーを後部甲板に装備し、ミサイル・ロケットの軌道観測を行う。

## 概要
1987年の就役当初は、ストルワート級音響測定艦の10番艦(AGOS-10)として、曳航アレイを装備し音響測定艦任務に付けられていた。1995年に退役していたが、1999年からミサイル追跡艦への改装が開始された。改装はソナー設備を降ろし、コブラ・ジェミニ・レーダーを搭載するというものである。コブラ・ジェミニ・レーダーは後部甲板の球形のレドーム内に収容されている。改装後、2000年4月4日にT-AGM-24として再就役している。
コブラ・ジェミニ・レーダーは1998年に開発された大型レーダーである。捜索範囲は約2,000kmに及び、S-バンドとX-バンドの2つの周波数が使用可能である。インヴィンシブル自体は海上輸送司令部の所属であるが、コブラ・ジェミニ・レーダーはアメリカ空軍の要員が操作している。
母港は設定されておらず、北朝鮮の弾道ミサイル実験の監視のために、佐世保や横須賀に寄航することも多い。